# ドウェイン・デ・ロサリオ
ドウェイン・アンソニー・デ・ロサリオ（Dwayne Anthony De Rosario, 1978年5月15日 - ）は、カナダ・オンタリオ州スカーバローの元サッカー選手。元カナダ代表。デ・ロザリオとも表記される。
2021年まで同国代表の最多得点記録を保持していた。カナダ人最優秀選手賞を最多の4度、メジャーリーグサッカー・ベストイレブンを歴代2位の6度受賞。カナダのみならずMLSを代表する選手。

## 経歴

### 初期
1997年、18歳の時にUSL1部のトロント・リンクスでプロキャリアをスタートさせ、チームメイトには将来カナダ代表で共にプレーするポール・スタルテリがいた。デビュー年ながらシーズン途中にドイツのFSVツヴィッカウへ移籍。ツヴィッカウで2シーズン過ごした後、北米へ戻り1999年にリッチモンド・キッカーズと契約。シーズン終盤の加入ながら2ゴール5アシストを決めると、翌2000年には15ゴール5アシストとブレイクし、20勝6分1敗の記録にチームを導いた。

### サンノゼ

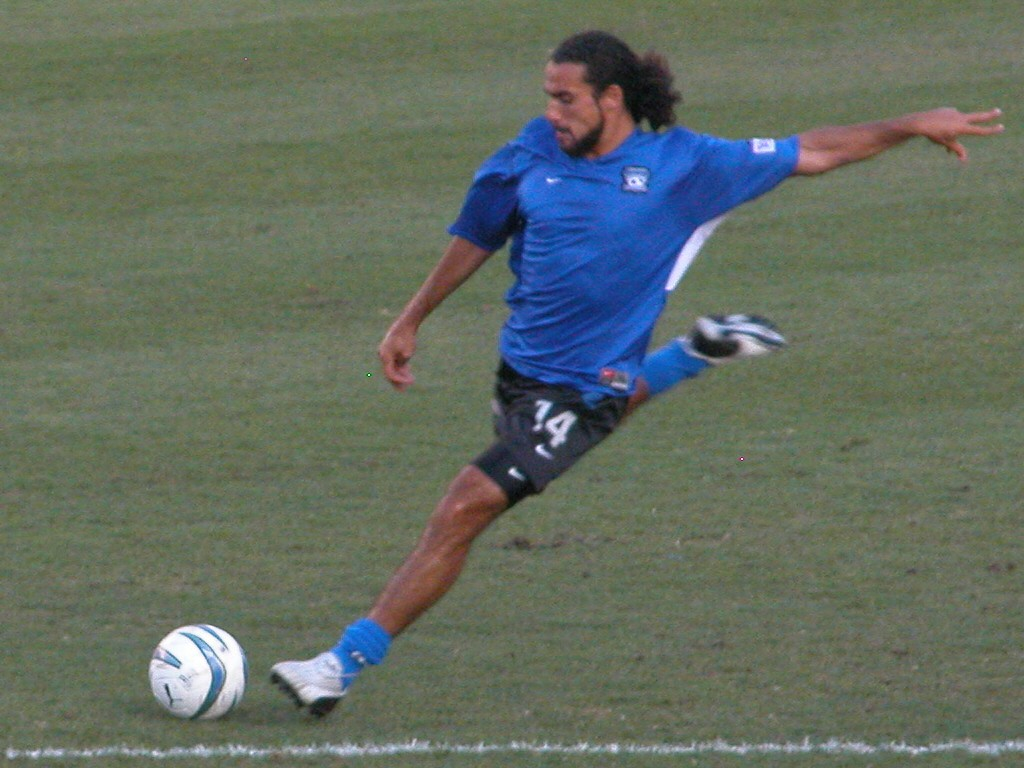

2001年、サンノゼ・アースクエイクスの監督に就任した同胞のフランク・ヤロップの最初の補強として加入。加入初年度は1072分出場の中で5ゴール4アシストし、MLSカップ進出に貢献するとゴールデンゴールを決め、初優勝に重要な役割を果たした。この活躍でMLSカップMVPに選出されるなど、ヤロップの判断が正しかったことを証明した。2002年のチームは連覇を果たすことは出来なかったものの、自身は1637分で4ゴール8アシストと前年同様に成功を収めた。2003年は、靭帯損傷したことで686分と出場機会が限られたものだったが、4ゴール3アシストの記録。さらにMLSカップでは、後半から途中出場するとランドン・ドノバンのゴールをアシストし2度目の優勝に貢献した。2004年は、1214分で5ゴール3アシストを記録し、同年のメジャーリーグサッカー最優秀ゴール賞を受賞。12月にノッティンガム・フォレストFCのトライアルに参加 したが、契約には至らなかった。
2005年にドノバンが移籍すると、MFにポジションを移し2年連続の最優秀ゴール（シーズン最終節のロサンゼルス・ギャラクシー戦での強力なカーブがかかったFK）を含む9ゴール13アシストと大活躍し、サポーターズ・シールド獲得に貢献。さらにメジャーリーグサッカー・ベストイレブンとカナダ人最優秀選手賞を初受賞した。

### ヒューストン

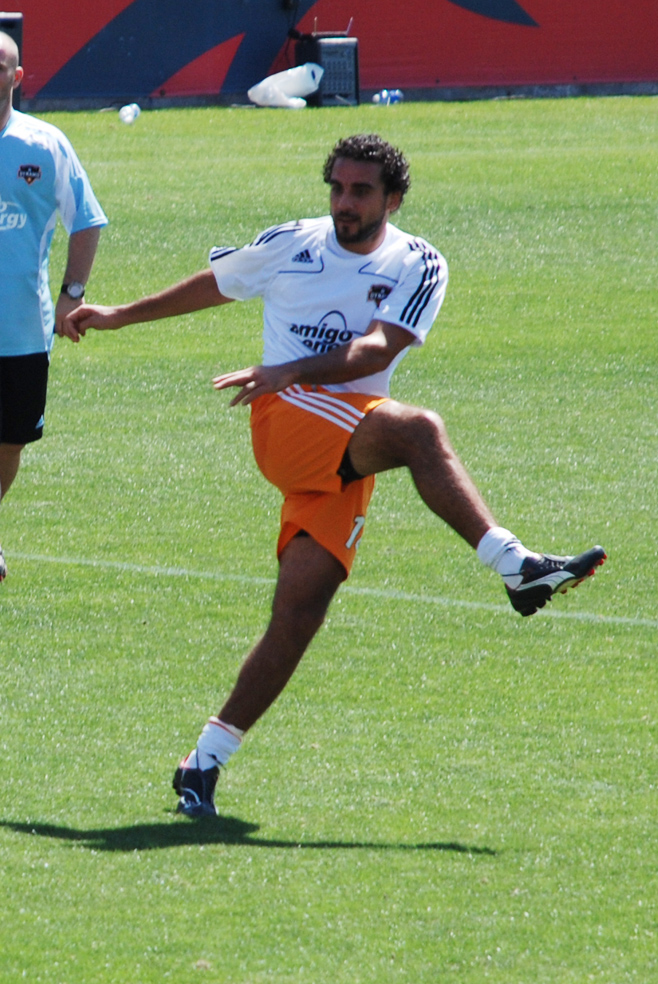

2006年、サンノゼのオーナーAEGはサッカー専用スタジアムの建設が困難と判明したためヒューストンへ移転しヒューストン・ダイナモを設立。それに伴いデ・ロサリオを始めとした選手やスタッフも移動した。同年シカゴで開催されたオールスターゲームは、ロンドンのチェルシーFCを招待した試合で70分にこの試合唯一となるゴールを決め、1-0の勝利に導いたことでMVPを受賞。また、デ・ロサリオはMLSの全試合に出場した4人のうちの1人だった。
この年のリーグ戦は、サポーターズシールドを獲得すると11月12日のMLSカップまで進出。ニューイングランド・レボリューションをPK戦の末に破り、タイトルを獲得。この活躍から年俸32万5000USドル・2010年まで契約を延長した。後に契約が終了する前にトロントFCへ去った。
翌2007年もサポーターズシールドを獲得しMLSカップへ進出。再びニューイングランドとあいまみえると2-1で破り優勝の偉業を繰り返した。デ・ロサリオはこの試合で決勝ゴールを決めると、初めてMVPを2度受賞した選手となった。
母国トロントで開催されたオールスターゲームに3年連続出場したデ・ロサリオは、ウェストハム・ユナイテッドFC相手に69分にPKを決めた。これが決勝ゴールとなり3-2で勝利した。

### トロント

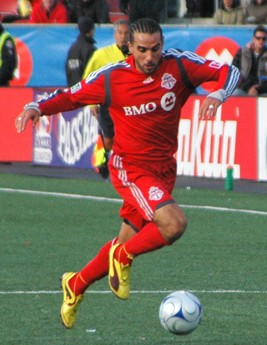

デ・ロサリオが故郷のクラブに戻るだろうと長期憶測がよんだ後、2008年12月12日にトリニダード・トバゴ代表DFのジュリアス・ジェームズ＋金銭のトレードでトロントFCに移籍した。2009年3月21日土曜日のスポルティング・カンザスシティ戦でデビューをし、ジム・ブレナンの先制ゴールで3-2と勝利。この試合のデ・ロサリオは、相手選手のハンドによりPKを蹴るチャンスを得るも失敗し初ゴールはおあずけとなった。ホームのBMOフィールドにFCダラスを迎えた試合で、ヘディングで移籍後初ゴールを決め1-1で引き分けた。
2010年1月31日、トレーニングキャンプのジャマイカ戦で脹脛を負傷したことにより2-4週間欠場することが予想された が、プレシーズンの南フロリダ大学戦に復帰し1-0で勝利した。
4月8日、ブレナンが引退したことによりクラブ史で2番目となるキャプテンに就任。その2日後のニューイングランド戦では、シーズン最初のゴールにして先制ゴールを決めるも1-4で敗れた。
4月15日、ホーム開幕戦のフィラデルフィア・ユニオン戦で81分のPKを含め2ゴールを決め2-1で勝利した。次戦のコロラド・ラピッズ戦でシーズン4ゴール目を記録すると、これがクラブ史上通算最多得点を更新した。4月25日、ホームのシアトル・サウンダーズFC戦で先制ゴールにしてシーズン5ゴール目を挙げ2-0で勝利した。ちなみに、この試合でオブライエン・ホワイトが2ゴール目を決めるまでチームの総得点は全てデ・ロサリオのゴールによるものだった。また、この試合の活躍から週間最優秀選手に選ばれた。第10節目の古巣サンノゼに3-1で勝利した試合でチームの2ゴール目, 3ゴール目と2ゴールを決めると、再び週間最優秀選手に選ばれた。
この2010年は常に成功し続け、2-5で敗れたオールスターゲームのマンチェスター・ユナイテッドFC相手にゴールを決め最高潮に達した。
8月3日、CONCACAFチャンピオンズリーグ予選CDモタグアとの第2戦でゴールを決め、1-1にすると最終的に2-2で引き分けた。2試合合計3-2で勝利し見事本戦出場の切符を掴んだ。
12月28日、スコティッシュ・プレミアリーグに所属する名門セルティックFCのトライアルに参加していることが相手側のニール・レノン監督より伝えられた。その際にレノンはデ・ロサリオを熟練され賢くシャープな選手で、プレースタイルはショーン・マロニーに似ていると評した。その後、セルティックからMLSが3月に開幕するまでのオフを利用した短期レンタルでのオファーが来たが、トロントのコーチに新たに就任したアーロン・ヴィンターは、トーレニングキャンプの段階からデ・ロサリオは必要な選手との声明をし、申し出を断った。
2011年3月19日、初のカナダ勢同士の試合となったバンクーバー・ホワイトキャップス戦でチームのシーズン最初のゴールを決めるも2-4で敗れた。この試合開始20分で決めたゴールは、MLSがスタートしてから通算8000ゴール目だった。

### ニューヨーク
2011年4月1日、カメルーン人MFトニー・チャニ, 南アフリカ人DFダンレイ・ボーマンとのトレードで移籍。チーヴァスUSA戦、チーム2ゴール目にして移籍後初ゴールとなるPKを決めるも2-3で敗れた。

### DCユナイテッド
2011年6月27日、アメリカ代表MFダックス・マッカーティとのトレードで移籍した。レッドブル・アリーナにNYレッドブルズを迎えた試合で古巣相手に移籍後初ゴールを決めると、7月30日の古巣サンノゼ戦で2ゴールを決め2-0で勝利。8月6日の古巣トロント戦、前半早々にGKのビル・ハミードが退場し10人と苦境に立たされたが、ハットトリックを決め3-3の引き分けに持ち込む等、立て続けに古巣相手にゴールを決めた。9月25日のレアル・ソルトレイク戦では、MLS最短記録となる9分の間にシーズン2度目のハットトリックを達成した。デ・ロサリオは32試合16ゴール12アシストを記録し、シーズンを終えた。そのうちの13ゴール7アシストは、DCユナイテッドに移籍してから出場した17試合で記録したものだった。
ポートランド・ティンバーズとの試合後に相手側のジョン・スペンサー監督はデ・ロサリオを評した。
もし、デ・ロサリオがMVPを獲得出来なかったら、何かの間違いだろう。プレーンでシンプルなことだ。シーズン全体のうち、特に最後の3ヶ月間は圧倒的にリーグで最高の選手だった。彼はMVPを獲得する必要がある。 —ジョン・スペンサー、Soccer Insider
シーズン終了後にMVPの最終候補に選出されているティエリ・アンリは、デ・ロサリオについて語った。
このリーグでデ・ロサリオより良い選手は見たことがない、彼こそがリーグの顔だ。 —ティエリ・アンリ、MLS Soccer
2011年11月18日、メジャーリーグサッカー得点王と、初のメジャーリーグサッカーMVPを受賞し、さらに6度目のベストイレブンと4度目のカナダ人最優秀選手に選ばれるなど、充実したシーズンを送った。
2012年2月20日、デ・ロサリオは2014年までのオプション付きで2013年までの契約延長にサインした。
2012年8月29日、ホームで古巣のNYレッドブルズ相手にMLS通算100ゴール目を達成した。

### クラッチ・パフォーマー
MLSでのキャリアの中、デ・ロサリオはリーグで最高のクラッチ・パフォーマーの1人として名声を得てきた。
リーグ戦以外で行われた大会では、MLSカップでMVPを受賞することになる2度の決勝ゴールやオールスターゲームでウェストハムのように国外のクラブ相手に2度決勝ゴールがキャリアの通算得点記録に含まれている。他には、トロント時代に参加したカナディアン・チャンピオンシップで、2009年6月18日に行われ3-1で勝利したモントリオール戦のハットトリックを含め、この大会では4ゴールを記録した。また、CONCACAFチャンピオンズリーグで6-1と勝利したモントリオール戦でゴールを決めている。
2010年9月18日のヒューストン戦では、前半を0-1で折り返すと後半とロスタイムにFKを2度決め、チームのプレーオフ圏内を保った。
2011年、デ・ロサリオはMLSで最多となる6度目のベストイレブンに選ばれた。

### 代表
FWやMFでプレーするデ・ロサリオは、カナダ代表の中で優秀な選手の1人として認識されている。U-20時代に1997 FIFAワールドユース選手権に参加し、U-22では母国ウィニペグで行われた第13回パナメリカン大会に出場。
1998年5月18日、マケドニア戦で20歳時に初キャップを記録。また、CONCACAFゴールドカップでは2000年で初優勝を経験すると、2002年で2-1と勝利した韓国戦で代表初ゴールを記録した。
2007年から3年連続でカナダ人最優秀選手賞を受賞。また、この年には8試合で5ゴールを決め、1993年のジョン・キャットリフ以来の年間最多得点を記録した。
スティーブン・ハート監督に2011 CONCACAFゴールドカップのメンバーに選ばれ、4年ぶりにこの大会に出場することとなった。しかし、グループリーグ初戦のアメリカ相手に0-2で敗れると1勝1分1敗でグループリーグ敗退と失望の結果に終わった。また、得点はデ・ロサリオが挙げたPK2本だけだった。2014 FIFAワールドカップ・北中米カリブ海予選では、9月上旬の初戦セントルシア戦, 11月中旬のセントクリストファー・ネイビス戦でそれぞれゴールを記録。また、セントクリストファー・ネイビス戦で通算19ゴール目を決めると、デイル・ミッチェルが持つ代表最多得点記録に並んだ。12月14日、シメオン・ジャクソンを2位, ジョシュ・シンプソンを3位に抑え47.7％の票を集めると、最多4度目となるカナダ人最優秀選手賞を受賞した。2012年9月7日、2014 FIFAワールドカップ予選のパナマ戦で通算20ゴール目を決め、最多得点記録を更新した。

### 私生活
ガイアナからカナダへ渡った移民の息子 として育ち、従兄妹には陸上競技選手で北京オリンピック女子100mハードル銅メダリストのプリシラ・ロペス＝シュリエプがいる。また、既婚者で2人の息子と娘がいる。

## タイトル
代表
- CONCACAFゴールドカップ : 2000
- CONCACAF U-20選手権 : 1996

クラブ
- MLSカップ : 2001, 2003, 2006, 2007
- サポーターズ・シールド : 2005, 2006, 2007
- カナディアン・チャンピオンシップ : 2009, 2010

個人
- メジャーリーグサッカーMVP（英語版） : 2011
- メジャーリーグサッカー得点王（英語版） : 2011
- MLSベストイレブン : 2005, 2006, 2007, 2009, 2010, 2011
- MLSカップMVP : 2001, 2005
- メジャーリーグサッカー最優秀ゴール賞（英語版） : 2004, 2005
- カナダ人最優秀選手賞（英語版） : 2005, 2006, 2007, 2011
- カナディアン・チャンピオンシップ得点王 : 2009, 2010
- ジョージ・グロス・メモリアル・トロフィー（英語版） (カナディアン・チャンピオンシップMVP) : 2009, 2010